# Prion de Belcher
Pachyptila belcheri
Espèce
Statut de conservation UICN

 LC  : Préoccupation mineure
Le Prion de Belcher (Pachyptila belcheri) ou prion à bec fin, est une espèce d'oiseaux de la famille des Procellariidae.

## Nomenclature
Son nom rend hommage à l'officier et explorateur britannique Edward Belcher (1799-1877).

## Répartition
Cet oiseau vit à travers les îles subantarctiques, et niche sur les îles Crozet, les îles Kerguelen, les îles Malouines et l'île Noir au large du Chili.